# Kanton Fontaine-Seyssinet
Fontaine-Seyssinet is een kanton van het Franse departement Isère. Het kanton maakt deel uit van het arrondissement Grenoble. het heeft een oppervlakte van 42,77 km² en telt 39.063 inwoners in 2017, dat is een dichtheid van 913 inwoners/km².

## Gemeenten
Het kanton Fontaine-Seyssinet omvatte tot 2014 de volgende gemeenten:
- Fontaine (deels, hoofdplaats)
- Seyssinet-Pariset
- Seyssins

Door de herindeling van de kantons bij dcereet van 18 februari 2014, met uitwerking op 22 maart 2015, werd het kanton uitgebreid met één gemeente en werd de verdeling van de gemeente Fontaine gewijzigd.
Sindsdien omvat het kanton volgende gemeenten :
- Claix
- Fontaine (zuidelijk deel) ( hoofdplaats)
- Seyssinet-Pariset
- Seyssins